# 夷隅市
夷隅市（日语：／ Isumi shi */?）是千葉縣房總半島東南部的一市。往茂原市的通勤率為10.2%（平成22年國勢調査）。

## 概要
2005年12月5日，夷隅郡夷隅町、大原町、岬町合併，為千葉縣第34個市，也是縣內唯一使用平假名的自治體。

## 地理
位於千葉縣房總半島東部，市內主要河川有夷隅川及其支流落合川、桑田川。
九十九里平原南端的太東岬位於本市東北部，也是九十九里濱的終點。其南方是小型丘陵地。西南部屬平緩的房總丘陵。中央地區是廣大的水田。南部國道128號至海岸之間為丘陵地。
本市外海海底是日本最大的岩礁群。稱「機械根」。1900年代後半也被稱作「寶之海」（宝の海）。
此地西部富含碘礦。
由於地處半島東部，交通並不便利。國道128號線在觀光季節的交通阻塞已影響居民的生活。遠離外房線的市西部人口正在流失。
大原駅站搭乘一般列車往千葉站需要65分鐘，搭乘特急前往蘇我站需要40分鐘、前往東京站需要70分鐘。

### 鄰接自治體
- 勝浦市
- 長生郡
  - 一宮町
  - 睦澤町
- 夷隅郡
  - 大多喜町
  - 御宿町

## 歷史

### 沿革
- 1899年（明治32年）12月13日 - 房總鐵道（現在的外房線）一之宮 - 大原路段通車。
- 1950年（昭和25年）11月 - 設置太東埼燈塔（日语：太東埼灯台）。
- 1953年（昭和28年）5月18日 - 制定國道128號（日语：国道128号）。
- 1988年（昭和63年）3月24日 - JR木原線廢止。夷隅鐵道夷隅線開業。
- 1993年（平成5年）4月1日 - 制定國道465號（日语：国道465号）。
- 2005年（平成17年）12月5日 - 夷隅町（日语：夷隅町）、大原町（日语：大原町 (千葉県)）、岬町（日语：岬町 (千葉県)）合併成立夷隅市。

### 地名由來
古事記記載為「伊自牟（いじむ）」。日本書紀寫作「伊甚（いじみ）」，此地的朝廷直轄地為「伊甚屯倉（いじむのみやけ）」。江戶時代將漢字定為「夷隅（いすみ）」

### 行政區域變遷
- 變遷年表

| 夷隅市市域變遷（年表） | 夷隅市市域變遷（年表） | 夷隅市市域變遷（年表） |
| 年                     | 月日                   | 現夷隅市市域相關行政區域變遷 |
| ---------------------- | ---------------------- | --- |
| 1889年（明治22年）     | 4月1日                 | 町村制施行，成立以下各町村。 - 舊大原町 - 夷隅郡 - 中魚落村 ← 中魚落鄉單獨施行村制 - 東村 ← 山田村、長志村、長志鄉、佐室村、高谷村、新田野村、下原村、細尾村 - 東海村 ← 若山村、新田村、深堀村、日在村、釋迦谷村、若山村外二村入會地 - 布施村 ← 上布施村、下布施村、實谷村、七本村、上布施實入會地 - 浪花村 ← 小池村、小澤村、岩船村、岩和田村 - 舊夷隅町 - 夷隅郡 - 國吉村 ← 苅谷村、彌正村、深谷村、今關村、島村、樂町村、萬木村、國府台村 - 千町村 ← 松丸村、荻原村、須賀谷村、神置村、小高村、小又井村、能實村 - 中川村 ← 增田村、引田村、大野村、札森村、柿和田村、正立寺村、作田村、八乙女村 - 舊岬町 - 夷隅郡 - 旭町 ← 長者町、江場土村、三門村、井澤村、東小高村 - 中根村 ← 中瀧村、東中瀧村、押付村、嘉谷村、鴨根村 - 古澤村 ← 桑田村、岩熊村、市野野村、谷上村、榎澤村 - 長柄郡 - 太東村 ← 椎木村、和泉村、中原村 |
| 1893年（明治26年）     | 9月22日                | 國吉村施行町制，為國吉町。 |
| 1899年（明治32年）     | 12月22日               | 中魚落村施行町制，改稱大原町。 |
| 1900年（明治33年）     | 7月25日                | 旭町改稱長者町。 |
| 1953年（昭和28年）     | 7月1日                 | 長者町與中根村合併成立長者町。 |
| 1954年（昭和29年）     | 4月29日                | 國吉町、中川村、千町村合併成立夷隅町。 |
| 1954年（昭和29年）     | 12月1日                | 太東村愈古澤村合併成立太東町。 |
| 1955年（昭和30年）     | 3月31日                | 大原町、東海村、東村與浪花村大半（岩和田除外）、布施村一部分（下布施與上布施一部分）合併為大原町。 |
| 1961年（昭和36年）     | 8月1日                 | 長者町與太東町合併成立岬町。 |
| 2005年（平成17年）     | 12月5日                | 夷隅町、大原町、岬町合併成立夷隅市。 |

- 變遷表

| 夷隅市市域變遷表 | 夷隅市市域變遷表 | 夷隅市市域變遷表 | 夷隅市市域變遷表    | 夷隅市市域變遷表 | 夷隅市市域變遷表                | 夷隅市市域變遷表       | 夷隅市市域變遷表       | 夷隅市市域變遷表       | 夷隅市市域變遷表 | 夷隅市市域變遷表 |
| 1868年 以前      | 1868年 以前      | 1868年 以前      | 明治元年 - 明治22年 | 明治22年 4月1日  | 明治22年 - 昭和19年             | 昭和20年 - 昭和64年    | 昭和20年 - 昭和64年    | 平成元年 - 現在        | 現在             |                  |
| ---------------- | ---------------- | ---------------- | ------------------- | ---------------- | ------------------------------- | ---------------------- | ---------------------- | ---------------------- | ---------------- | ---------------- |
| 長柄郡           |                  | 椎木村           | 椎木村              | 太東村           | 明治30年4月1日 長生郡成立       | 昭和29年12月1日 太東町 | 昭和36年8月1日 岬町    | 平成17年12月5日 夷隅市 | 夷隅市           |                  |
| 長柄郡           | 和泉村           |                  |                     | 太東村           | 明治30年4月1日 長生郡成立       | 昭和29年12月1日 太東町 | 昭和36年8月1日 岬町    | 平成17年12月5日 夷隅市 | 夷隅市           |                  |
| 長柄郡           | 中原村           |                  |                     | 太東村           | 明治30年4月1日 長生郡成立       | 昭和29年12月1日 太東町 | 昭和36年8月1日 岬町    | 平成17年12月5日 夷隅市 | 夷隅市           |                  |
| 夷隅郡           |                  | 桑田村           | 桑田村              | 古澤村           | 古澤村                          | 昭和29年12月1日 太東町 | 昭和36年8月1日 岬町    | 平成17年12月5日 夷隅市 | 夷隅市           |                  |
| 夷隅郡           |                  | 岩熊村           | 明治10年 岩熊村     | 古澤村           | 古澤村                          | 昭和29年12月1日 太東町 | 昭和36年8月1日 岬町    | 平成17年12月5日 夷隅市 | 夷隅市           |                  |
| 夷隅郡           | 勝間村           |                  | 明治10年 岩熊村     | 古澤村           | 古澤村                          | 昭和29年12月1日 太東町 | 昭和36年8月1日 岬町    | 平成17年12月5日 夷隅市 | 夷隅市           |                  |
| 夷隅郡           | 市野野村         |                  |                     | 古澤村           | 古澤村                          | 昭和29年12月1日 太東町 | 昭和36年8月1日 岬町    | 平成17年12月5日 夷隅市 | 夷隅市           |                  |
| 夷隅郡           | 谷上村           |                  |                     | 古澤村           | 古澤村                          | 昭和29年12月1日 太東町 | 昭和36年8月1日 岬町    | 平成17年12月5日 夷隅市 | 夷隅市           |                  |
| 夷隅郡           | 榎澤村           |                  |                     | 古澤村           | 古澤村                          | 昭和29年12月1日 太東町 | 昭和36年8月1日 岬町    | 平成17年12月5日 夷隅市 | 夷隅市           |                  |
| 夷隅郡           |                  | 長者町           | 長者町              | 旭町             | 明治33年7月25日 改稱長者町      | 昭和28年7月1日 長者町  | 昭和36年8月1日 岬町    | 平成17年12月5日 夷隅市 | 夷隅市           |                  |
| 夷隅郡           | 江場土村         |                  |                     | 旭町             | 明治33年7月25日 改稱長者町      | 昭和28年7月1日 長者町  | 昭和36年8月1日 岬町    | 平成17年12月5日 夷隅市 | 夷隅市           |                  |
| 夷隅郡           | 三門村           |                  |                     | 旭町             | 明治33年7月25日 改稱長者町      | 昭和28年7月1日 長者町  | 昭和36年8月1日 岬町    | 平成17年12月5日 夷隅市 | 夷隅市           |                  |
| 夷隅郡           | 井澤村           |                  |                     | 旭町             | 明治33年7月25日 改稱長者町      | 昭和28年7月1日 長者町  | 昭和36年8月1日 岬町    | 平成17年12月5日 夷隅市 | 夷隅市           |                  |
| 夷隅郡           |                  | 小高村           | 明治12年 東小高村   | 旭町             | 明治33年7月25日 改稱長者町      | 昭和28年7月1日 長者町  | 昭和36年8月1日 岬町    | 平成17年12月5日 夷隅市 | 夷隅市           |                  |
| 夷隅郡           |                  | 部田村           | 明治12年 中瀧村     | 中根村           | 中根村                          | 昭和28年7月1日 長者町  | 昭和36年8月1日 岬町    | 平成17年12月5日 夷隅市 | 夷隅市           |                  |
| 夷隅郡           |                  | 福原村           | 明治4年 東中瀧村    | 中根村           | 中根村                          | 昭和28年7月1日 長者町  | 昭和36年8月1日 岬町    | 平成17年12月5日 夷隅市 | 夷隅市           |                  |
| 夷隅郡           | 小福原村         |                  | 明治4年 東中瀧村    | 中根村           | 中根村                          | 昭和28年7月1日 長者町  | 昭和36年8月1日 岬町    | 平成17年12月5日 夷隅市 | 夷隅市           |                  |
| 夷隅郡           | 押日村           |                  |                     | 中根村           | 中根村                          | 昭和28年7月1日 長者町  | 昭和36年8月1日 岬町    | 平成17年12月5日 夷隅市 | 夷隅市           |                  |
| 夷隅郡           | 嘉谷村           |                  |                     | 中根村           | 中根村                          | 昭和28年7月1日 長者町  | 昭和36年8月1日 岬町    | 平成17年12月5日 夷隅市 | 夷隅市           |                  |
| 夷隅郡           | 鴨根村           |                  |                     | 中根村           | 中根村                          | 昭和28年7月1日 長者町  | 昭和36年8月1日 岬町    | 平成17年12月5日 夷隅市 | 夷隅市           |                  |
| 夷隅郡           |                  | 中魚落鄉         | 中魚落鄉            | 中魚落村         | 明治32年12月22日 町制改稱大原町 | 昭和30年3月31日 大原町 | 昭和30年3月31日 大原町 | 平成17年12月5日 夷隅市 | 夷隅市           |                  |
| 夷隅郡           |                  | 山田村           | 山田村              | 東村             | 東村                            | 昭和30年3月31日 大原町 | 昭和30年3月31日 大原町 | 平成17年12月5日 夷隅市 | 夷隅市           |                  |
| 夷隅郡           | 長志村           |                  |                     | 東村             | 東村                            | 昭和30年3月31日 大原町 | 昭和30年3月31日 大原町 | 平成17年12月5日 夷隅市 | 夷隅市           |                  |
| 夷隅郡           | 長志鄉           |                  |                     | 東村             | 東村                            | 昭和30年3月31日 大原町 | 昭和30年3月31日 大原町 | 平成17年12月5日 夷隅市 | 夷隅市           |                  |
| 夷隅郡           | 澤部村           |                  |                     | 東村             | 東村                            | 昭和30年3月31日 大原町 | 昭和30年3月31日 大原町 | 平成17年12月5日 夷隅市 | 夷隅市           |                  |
| 夷隅郡           | 佐室村           |                  |                     | 東村             | 東村                            | 昭和30年3月31日 大原町 | 昭和30年3月31日 大原町 | 平成17年12月5日 夷隅市 | 夷隅市           |                  |
| 夷隅郡           | 高谷村           |                  |                     | 東村             | 東村                            | 昭和30年3月31日 大原町 | 昭和30年3月31日 大原町 | 平成17年12月5日 夷隅市 | 夷隅市           |                  |
| 夷隅郡           | 新田野村         |                  |                     | 東村             | 東村                            | 昭和30年3月31日 大原町 | 昭和30年3月31日 大原町 | 平成17年12月5日 夷隅市 | 夷隅市           |                  |
| 夷隅郡           | 下原村           |                  |                     | 東村             | 東村                            | 昭和30年3月31日 大原町 | 昭和30年3月31日 大原町 | 平成17年12月5日 夷隅市 | 夷隅市           |                  |
| 夷隅郡           | 細尾村           |                  |                     | 東村             | 東村                            | 昭和30年3月31日 大原町 | 昭和30年3月31日 大原町 | 平成17年12月5日 夷隅市 | 夷隅市           |                  |
| 夷隅郡           |                  | 若山村           | 若山村              | 東海村           | 東海村                          | 昭和30年3月31日 大原町 | 昭和30年3月31日 大原町 | 平成17年12月5日 夷隅市 | 夷隅市           |                  |
| 夷隅郡           | 新田村           |                  |                     | 東海村           | 東海村                          | 昭和30年3月31日 大原町 | 昭和30年3月31日 大原町 | 平成17年12月5日 夷隅市 | 夷隅市           |                  |
| 夷隅郡           | 深堀村           |                  |                     | 東海村           | 東海村                          | 昭和30年3月31日 大原町 | 昭和30年3月31日 大原町 | 平成17年12月5日 夷隅市 | 夷隅市           |                  |
| 夷隅郡           | 日在村           |                  |                     | 東海村           | 東海村                          | 昭和30年3月31日 大原町 | 昭和30年3月31日 大原町 | 平成17年12月5日 夷隅市 | 夷隅市           |                  |
| 夷隅郡           | 釋迦谷村         |                  |                     | 東海村           | 東海村                          | 昭和30年3月31日 大原町 | 昭和30年3月31日 大原町 | 平成17年12月5日 夷隅市 | 夷隅市           |                  |
| 夷隅郡           |                  | 小池村           | 小池村              | 浪花村 一部分    | 浪花村一部分                    | 昭和30年3月31日 大原町 | 昭和30年3月31日 大原町 | 平成17年12月5日 夷隅市 | 夷隅市           |                  |
| 夷隅郡           | 小澤村           |                  |                     | 浪花村 一部分    | 浪花村一部分                    | 昭和30年3月31日 大原町 | 昭和30年3月31日 大原町 | 平成17年12月5日 夷隅市 | 夷隅市           |                  |
| 夷隅郡           | 岩船村           |                  |                     | 浪花村 一部分    | 浪花村一部分                    | 昭和30年3月31日 大原町 | 昭和30年3月31日 大原町 | 平成17年12月5日 夷隅市 | 夷隅市           |                  |
| 夷隅郡           |                  | 實谷村           | 實谷村              | 布施村 一部分    | 布施村一部分                    | 昭和30年3月31日 大原町 | 昭和30年3月31日 大原町 | 平成17年12月5日 夷隅市 | 夷隅市           |                  |
| 夷隅郡           | 七本村           |                  |                     | 布施村 一部分    | 布施村一部分                    | 昭和30年3月31日 大原町 | 昭和30年3月31日 大原町 | 平成17年12月5日 夷隅市 | 夷隅市           |                  |
| 夷隅郡           | 下布施村一部分   |                  |                     | 布施村 一部分    | 布施村一部分                    | 昭和30年3月31日 大原町 | 昭和30年3月31日 大原町 | 平成17年12月5日 夷隅市 | 夷隅市           |                  |
| 夷隅郡           |                  | 苅谷村           | 明治7年 苅谷村      | 國吉村           | 明治26年9月22日 町制            | 昭和29年4月29日 夷隅町 | 昭和29年4月29日 夷隅町 | 平成17年12月5日 夷隅市 | 夷隅市           |                  |
| 夷隅郡           | 小苅谷村         |                  | 明治7年 苅谷村      | 國吉村           | 明治26年9月22日 町制            | 昭和29年4月29日 夷隅町 | 昭和29年4月29日 夷隅町 | 平成17年12月5日 夷隅市 | 夷隅市           |                  |
| 夷隅郡           | 彌正村           |                  |                     | 國吉村           | 明治26年9月22日 町制            | 昭和29年4月29日 夷隅町 | 昭和29年4月29日 夷隅町 | 平成17年12月5日 夷隅市 | 夷隅市           |                  |
| 夷隅郡           | 深谷村           |                  |                     | 國吉村           | 明治26年9月22日 町制            | 昭和29年4月29日 夷隅町 | 昭和29年4月29日 夷隅町 | 平成17年12月5日 夷隅市 | 夷隅市           |                  |
| 夷隅郡           | 今關村           |                  |                     | 國吉村           | 明治26年9月22日 町制            | 昭和29年4月29日 夷隅町 | 昭和29年4月29日 夷隅町 | 平成17年12月5日 夷隅市 | 夷隅市           |                  |
| 夷隅郡           | 島村             |                  |                     | 國吉村           | 明治26年9月22日 町制            | 昭和29年4月29日 夷隅町 | 昭和29年4月29日 夷隅町 | 平成17年12月5日 夷隅市 | 夷隅市           |                  |
| 夷隅郡           |                  | 樂町村           | 明治7年 樂町村      | 國吉村           | 明治26年9月22日 町制            | 昭和29年4月29日 夷隅町 | 昭和29年4月29日 夷隅町 | 平成17年12月5日 夷隅市 | 夷隅市           |                  |
| 夷隅郡           | 小國吉村         |                  | 明治7年 樂町村      | 國吉村           | 明治26年9月22日 町制            | 昭和29年4月29日 夷隅町 | 昭和29年4月29日 夷隅町 | 平成17年12月5日 夷隅市 | 夷隅市           |                  |
| 夷隅郡           | 萬木村           |                  |                     | 國吉村           | 明治26年9月22日 町制            | 昭和29年4月29日 夷隅町 | 昭和29年4月29日 夷隅町 | 平成17年12月5日 夷隅市 | 夷隅市           |                  |
| 夷隅郡           | 國府台村         |                  |                     | 國吉村           | 明治26年9月22日 町制            | 昭和29年4月29日 夷隅町 | 昭和29年4月29日 夷隅町 | 平成17年12月5日 夷隅市 | 夷隅市           |                  |
| 夷隅郡           |                  | 增田村           | 增田村              | 中川村           | 中川村                          | 昭和29年4月29日 夷隅町 | 昭和29年4月29日 夷隅町 | 平成17年12月5日 夷隅市 | 夷隅市           |                  |
| 夷隅郡           | 行川村           |                  |                     | 中川村           | 中川村                          | 昭和29年4月29日 夷隅町 | 昭和29年4月29日 夷隅町 | 平成17年12月5日 夷隅市 | 夷隅市           |                  |
| 夷隅郡           | 引田村           |                  |                     | 中川村           | 中川村                          | 昭和29年4月29日 夷隅町 | 昭和29年4月29日 夷隅町 | 平成17年12月5日 夷隅市 | 夷隅市           |                  |
| 夷隅郡           | 大野村           |                  |                     | 中川村           | 中川村                          | 昭和29年4月29日 夷隅町 | 昭和29年4月29日 夷隅町 | 平成17年12月5日 夷隅市 | 夷隅市           |                  |
| 夷隅郡           | 札森村           |                  |                     | 中川村           | 中川村                          | 昭和29年4月29日 夷隅町 | 昭和29年4月29日 夷隅町 | 平成17年12月5日 夷隅市 | 夷隅市           |                  |
| 夷隅郡           | 柿和田村         |                  |                     | 中川村           | 中川村                          | 昭和29年4月29日 夷隅町 | 昭和29年4月29日 夷隅町 | 平成17年12月5日 夷隅市 | 夷隅市           |                  |
| 夷隅郡           | 正立寺村         |                  |                     | 中川村           | 中川村                          | 昭和29年4月29日 夷隅町 | 昭和29年4月29日 夷隅町 | 平成17年12月5日 夷隅市 | 夷隅市           |                  |
| 夷隅郡           | 作田村           |                  |                     | 中川村           | 中川村                          | 昭和29年4月29日 夷隅町 | 昭和29年4月29日 夷隅町 | 平成17年12月5日 夷隅市 | 夷隅市           |                  |
| 夷隅郡           | 八乙女村         |                  |                     | 中川村           | 中川村                          | 昭和29年4月29日 夷隅町 | 昭和29年4月29日 夷隅町 | 平成17年12月5日 夷隅市 | 夷隅市           |                  |
| 夷隅郡           |                  | 松丸村           | 松丸村              | 千町村           | 千町村                          | 昭和29年4月29日 夷隅町 | 昭和29年4月29日 夷隅町 | 平成17年12月5日 夷隅市 | 夷隅市           |                  |
| 夷隅郡           | 荻原村           |                  |                     | 千町村           | 千町村                          | 昭和29年4月29日 夷隅町 | 昭和29年4月29日 夷隅町 | 平成17年12月5日 夷隅市 | 夷隅市           |                  |
| 夷隅郡           | 須賀谷村         |                  |                     | 千町村           | 千町村                          | 昭和29年4月29日 夷隅町 | 昭和29年4月29日 夷隅町 | 平成17年12月5日 夷隅市 | 夷隅市           |                  |
| 夷隅郡           | 神置村           |                  |                     | 千町村           | 千町村                          | 昭和29年4月29日 夷隅町 | 昭和29年4月29日 夷隅町 | 平成17年12月5日 夷隅市 | 夷隅市           |                  |
| 夷隅郡           | 小高村           |                  |                     | 千町村           | 千町村                          | 昭和29年4月29日 夷隅町 | 昭和29年4月29日 夷隅町 | 平成17年12月5日 夷隅市 | 夷隅市           |                  |
| 夷隅郡           | 小又井村         |                  |                     | 千町村           | 千町村                          | 昭和29年4月29日 夷隅町 | 昭和29年4月29日 夷隅町 | 平成17年12月5日 夷隅市 | 夷隅市           |                  |
| 夷隅郡           | 能實村           |                  |                     | 千町村           | 千町村                          | 昭和29年4月29日 夷隅町 | 昭和29年4月29日 夷隅町 | 平成17年12月5日 夷隅市 | 夷隅市           |                  |

## 人口
| 夷隅市人口分布圖 |                                               |  |
| 夷隅市與日本全國年齡別人口分布比較圖 （2005年資料） | 夷隅市的年齡、男女別人口分布圖 （2005年資料） |  |
| ■紫色是夷隅市 ■綠色是全国 | ■藍色是男性 ■紅色是女性                       |  |
| 夷隅市人口變化 \| 1970年 \| 43,112人 \| \| \| 1975年 \| 43,100人 \| \| \| 1980年 \| 42,816人 \| \| \| 1985年 \| 43,453人 \| \| \| 1990年 \| 43,431人 \| \| \| 1995年 \| 43,547人 \| \| \| 2000年 \| 42,835人 \| \| \| 2005年 \| 42,305人 \| \| \| 2010年 \| 40,962人 \| \| \| 2015年 \| 38,594人 \| \| \| 2020年 \| 35,544人 \| \| |                                               |  |
| 資料來源：日本總務省統計中心提供之人口普查數據 |                                               |  |
| 1970年 | 43,112人                                      |  |
| 1975年 | 43,100人                                      |  |
| 1980年 | 42,816人                                      |  |
| 1985年 | 43,453人                                      |  |
| 1990年 | 43,431人                                      |  |
| 1995年 | 43,547人                                      |  |
| 2000年 | 42,835人                                      |  |
| 2005年 | 42,305人                                      |  |
| 2010年 | 40,962人                                      |  |
| 2015年 | 38,594人                                      |  |
| 2020年 | 35,544人                                      |  |

## 行政

### 市長
- 太田 洋（おおた ひろし，第三任）

### 市役所
- 夷隅市役所
  - 本廳舍（舊大原町役場）
  - 夷隅廳舍（舊夷隅町役場）
  - 岬廳舍（舊岬町役場）

### 警察
- 夷隅警察署（日语：いすみ警察署）（管轄夷隅市、御宿町）

### 消防
- 夷隅郡市廣域市町村圈事務組合（日语：夷隅郡市広域市町村圏事務組合）（夷隅市、勝浦市、大多喜町、御宿町）
- 大原消防署
  - 夷隅分署
  - 岬分署
- 夷隅市消防團

### 其他
- 千葉地方法務局夷隅出張所
- HelloWork（日语：ハローワーク）大原（茂原公共職業安定所夷隅支所）
- 夷隅地域整備中心
- 夷隅農林振興中心
- 南部漁港事務所大原支所

## 經濟
市內國道128號沿線有大型量販店（Beisia）、居家賣場（Cainz Home）、家電量販店（K's Denki）等，是夷隅郡市地區的經濟中心。

### 產業
- 農業
  - 水田集中在夷隅川（日语：夷隅川）流域與大原浪花地區，生產的房總乙女（フサオトメ）、越光米以「螢米」（ほたる米）的名義上市。
  - 岬町谷上地區至鄰接的一宮町，以梨栽培為副業。
  - 山田地區至勝浦市也栽種奇異果、香菇、筍、藍莓、蕎麥等。
- 漁業
  - 夷隅川水系有河魚放流的活動。
  - 大原漁港（日语：大原漁港）等籌組的「夷隅東部漁業協同組合」，其伊勢蝦捕獲量位居日本各漁協第一。

## 姊妹、友好都市

### 國內
- 南魚沼市（新潟縣）

舊岬町與舊南魚沼郡大和町。
- 長野原町（群馬縣吾妻郡）

舊大原町與長野原町。

### 海外
- 沃潘（Waupun）（美國威斯康辛州）
- 杜魯斯（美國明尼蘇達州）

## 教育

### 小學校
- 大原地區
  - 夷隅市立大原小學校
  - 夷隅市立東小學校
  - 夷隅市立東海小學校
  - 夷隅市立浪花小學校
  - 布施学校組合立布施小学校（日语：布施学校組合立布施小学校）
- 夷隅地區
  - 夷隅市立國吉小學校
  - 夷隅市立千町小學校
  - 夷隅市立中川小學校
- 岬地區
  - 夷隅市立太東小學校
  - 夷隅市立長者小學校
  - 夷隅市立中根小學校
  - 夷隅市立古澤小學校

### 中學校
- 大原地區
  - 夷隅市立大原中學校（日语：いすみ市立大原中学校）
- 夷隅地區
  - 夷隅市立國吉中學校
- 岬地區
  - 夷隅市立岬中學校

### 高校
- 千葉縣立大原高等學校（日语：千葉県立大原高等学校）

### 特別支援學校
- 千葉縣立夷隅特別支援學校（日语：千葉県立夷隅特別支援学校）

### 其他
- 夷隅市鄉土資料館
  - 夷隅地區歷史資料與日本畫狩野派繪畫等。
- 夷隅市水彩畫廊
  - 日本少數水彩畫專門畫廊。

## 公共設施

### 文化設施
- 夷隅文化會館
- 大原文化中心
- 岬接觸會館文化中心

### 公民館
- 夷隅公民館（夷隅文化會館內）
- 大原公民館（大原文化中心內）
- 岬公民館

## 交通

### 鐵路
東日本旅客鐵道（JR東日本）
- 外房線：太東站 - 長者町站 - 三門站（日语：三門駅） - 大原站 - 浪花站

夷隅鐵道
- 夷隅線：大原站 - 西大原站 - 上總東站 - 新田野站 - 國吉站 - 上總中川站

### 路線巴士
- 夷隅市民巴士（日语：いすみ市民バス）（小湊鐵道、HMC東京（日语：HMC東京）運行）
  - 夷隅接駁巴士
  - 市內循環線
  - 大原巡迴線

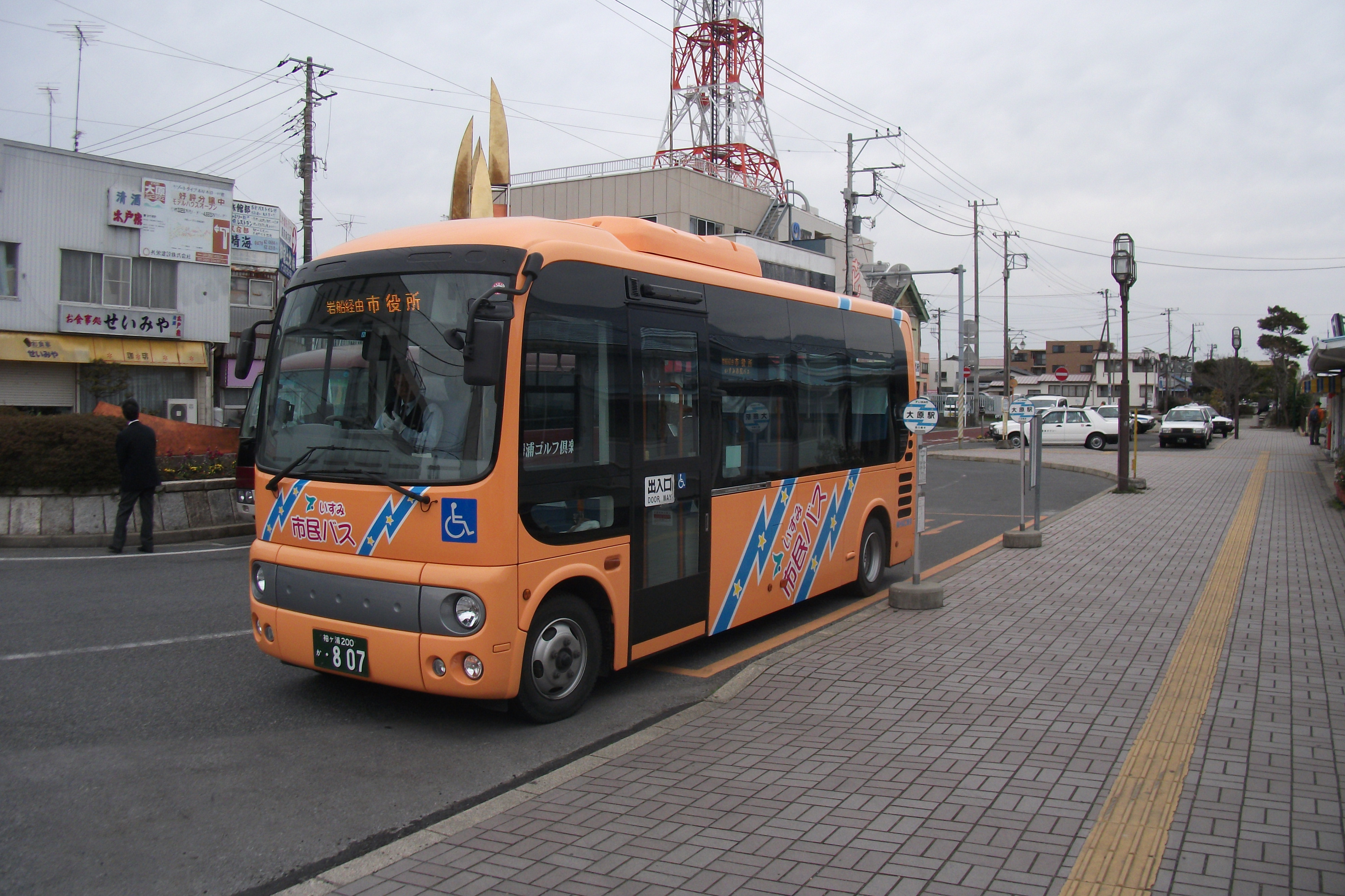
夷隅市民巴士
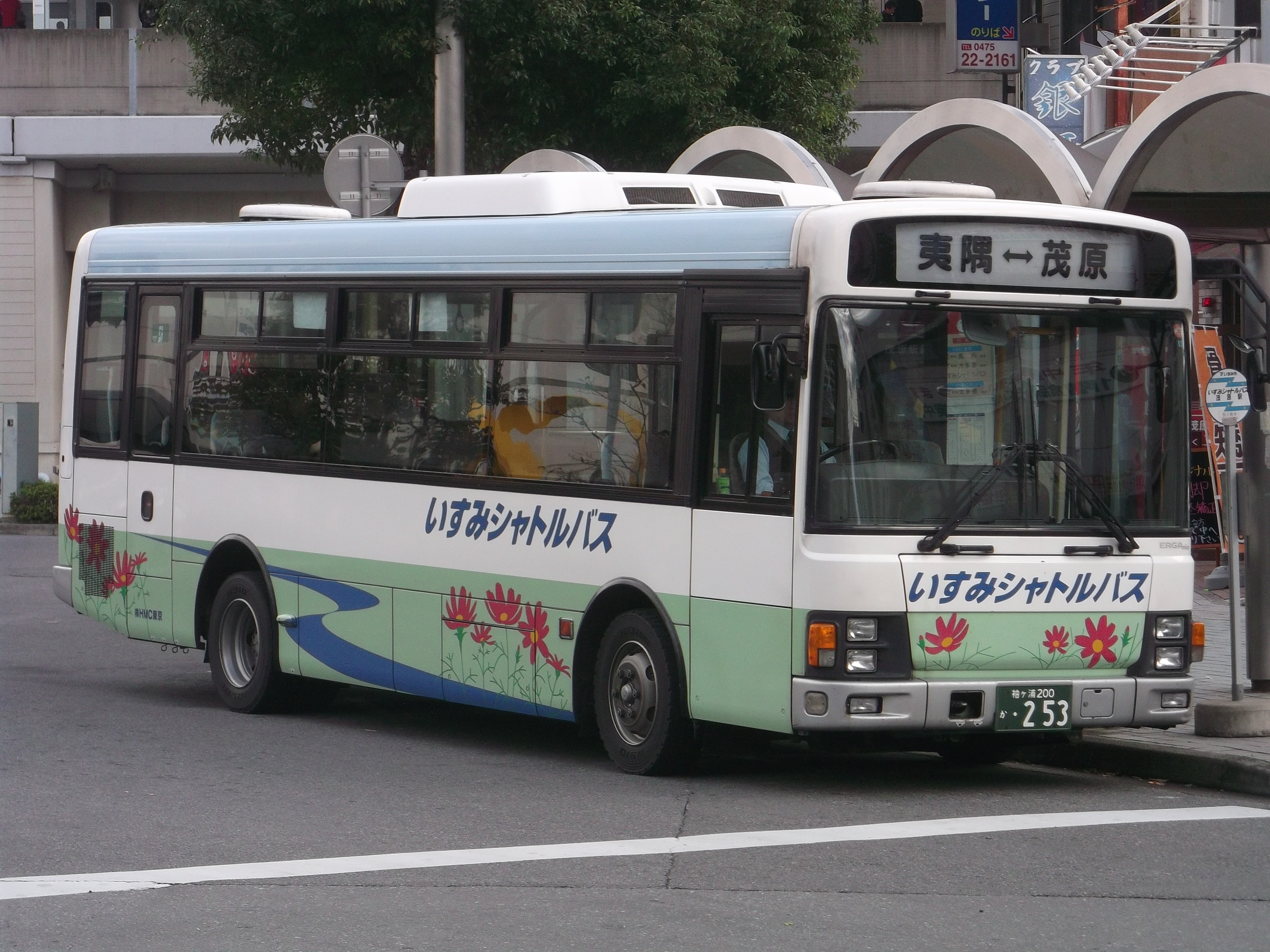
夷隅接駁巴士

### 道路
- 一般國道
  - 國道128號（日语：国道128号）（外房黑潮線）
  - 國道465號（日语：国道465号）
- 主要地方道
  - 千葉縣道82號天津小湊夷隅線（日语：千葉県道82号天津小湊夷隅線）
  - 千葉縣道85號茂原夷隅線（日语：千葉県道85号茂原夷隅線）
- 一般縣道
  - 千葉縣道151號夷隅瑞澤線（日语：千葉県道151号夷隅瑞沢線）
  - 千葉縣道152號一宮椎木長者線（日语：千葉県道152号一宮椎木長者線）
  - 千葉縣道153號夷隅太東線（日语：千葉県道153号夷隅太東線）
  - 千葉縣道154號夷隅長者線（日语：千葉県道154号夷隅長者線）
  - 千葉縣道174號勝浦布施大原線（日语：千葉県道174号勝浦布施大原線）
  - 千葉縣道175號大原港大原停車場線（日语：千葉県道175号大原港大原停車場線）
  - 千葉縣道176號夷隅御宿線（日语：千葉県道176号夷隅御宿線）
  - 千葉縣道229號太東停車場線（日语：千葉県道229号太東停車場線）
  - 千葉縣道230號長者町停車場線（日语：千葉県道230号長者町停車場線）
  - 千葉縣道274號松丸一宮線（日语：千葉県道274号松丸一宮線）
- 自行車道
  - 千葉縣道405號九十九里一宮大原自行車道線（日语：千葉県道405号九十九里一宮大原自転車道線）
- 其他主要道路
  - 南總廣域農道

## 名勝、古蹟、觀光地、祭典、活動

### 祭典、活動
- 大原裸祭（日语：大原はだか祭り）
- 萬木城祭
- 岬SURF TOWN FESTA（岬サーフタウンフェスタ）
- 港之朝市

### 名勝、古蹟
- 萬木城跡公園（萬喜城（日语：万喜城））
- 太東岬（日语：太東岬）（太東埼燈塔（日语：太東埼灯台））
- 八幡岬（日语：八幡岬）

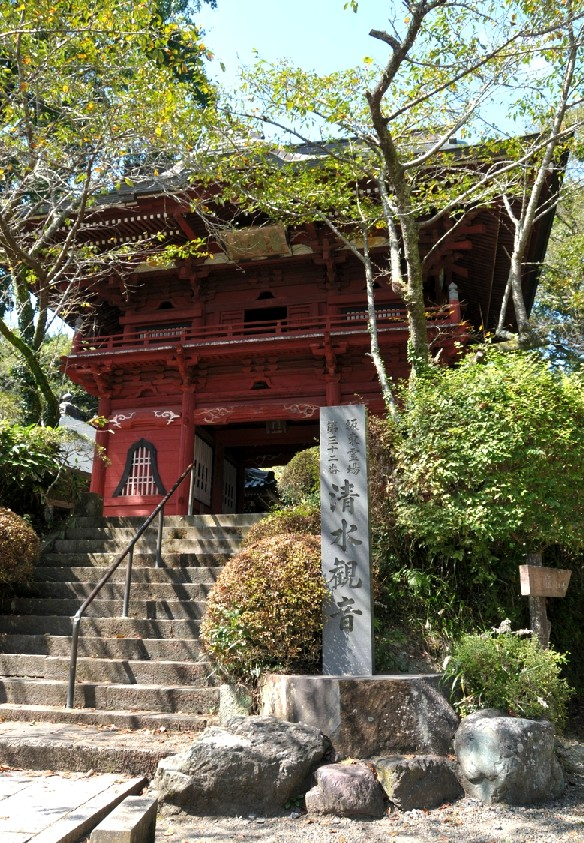
清水寺的四天門

- 大聖寺（日语：大聖寺 (いすみ市)）-不動堂－別名波切不動。賞櫻、紫陽花景點。
- 岩船地藏尊
- 發坂峠
- 善福寺（日语：善福寺）（曹洞宗）
- 行元寺（日语：行元寺）（波之伊八（日语：波の伊八），欄間雕刻）
- 飯繩寺 （波之伊八，本堂外陣欄間雕刻「波與飛龍」）
- 清水寺（日语：清水寺 (いすみ市)）（坂東三十三觀音靈場32號札所）
- 大榮寺（日语：大栄寺）（日蓮宗）

### 觀光地
- 鵜之島（日语：鵜之島）
- 椿公園
- 童謠之里
- 椿之里
- 源氏螢之里（源氏ぼたるの里）
- 太東海濱植物群落
- 蜻蜓沼（トンボの沼）
- 海水浴場
  - 太東海水浴場
  - 大原海水浴場
- 小濱八幡神社
- 大原公園
- 麻雀博物館（一年一度的岬町接觸麻雀大會是日本國內最大規模的大會）
- 萬木城跡公園
- 大原（おおはら）海鮮市場
- 椿之里
- 隘路
- 釣崎海岸（釣ヶ崎海岸）2020年東京奧運的衝浪競賽會場

## 知名人士
- 森葉子（朝日電視台播音員）

## 備註
1. ↑  大原町史編さん委員会編『大原町史 通史編』、大原町、1993年より
2. ↑  岬町『岬町史』、岬町、1983年より
3. ↑  角川日本地名大辞典編纂委員会『角川日本地名大辞典 12 千葉県』、角川書店、1984年 ISBN 4040011201より

## 外部連結
- 夷隅市（页面存档备份，存于）